# Eduard Son
Eduard Wasiljewicz Son, kaz. Эдуард Васильевич Сон, ros. Эдуард Васильевич Сон, Eduard Wasiljewicz Son (ur. 18 sierpnia 1964 w Karagandzie, Kazachska SRR) – kazachski piłkarz pochodzenia koreańskiego, grający na pozycji napastnika.

## Kariera piłkarska

### Kariera klubowa
Wychowanek klubu Szachtior Karaganda. W 1981 rozpoczął karierę piłkarską w klubie Kajrat Ałma-Ata. W latach 1986–1987 bronił barw Iskry Smoleńsk. W 1988 przeszedł do Dnipra Dniepropetrowsk. W 1991 wyjechał do Francji, gdzie występował w klubach GFCO Ajaccio i Perpignan Sporting, w którym zakończył karierę piłkarską. Obecnie mieszka we Francji, gdzie prowadzi własny biznes.

## Sukcesy i odznaczenia

### Sukcesy klubowe
- mistrz ZSRR: 1988
- wicemistrz ZSRR: 1989
- zdobywca Pucharu ZSRR: 1989
- zdobywca Superpucharu ZSRR: 1989
- zdobywca Pucharu Federacji Piłki Nożnej ZSRR: 1989
- finalista Pucharu Federacji Piłki Nożnej ZSRR: 1990

### Sukcesy indywidualne
- wicekról strzelców Mistrzostw ZSRR: 10 goli (1990)

### Odznaczenia
- tytuł Mistrza Sportu ZSRR: 1988